# Cibersoldado
Cibersoldado é o termo que designa uma pessoa especialista em segurança da informação, que esteja a serviço de organizações militares. Em geral são soldados militares, treinados para atuarem na segurança de sistemas de informação e espionagem por meio digital. O termo cibersoldado, deriva da junção da palavra inglesa cyber (netics) e soldado (pessoas que prestam serviços à organizações militares). Desta forma, um cibersoldado deve ser possuidor de conhecimentos relativos à execução e prevenção de ataques a sistemas computacionais.
O termo Cibersoldado ganhou força nos últimos anos, depois de alguns países noticiaram a criação de unidades especializadas em segurança da informação como parte de suas forças militares. Alguns países, como, China, EUA, Índia e Síria foram pioneiros na criação de grupos de soldados especializados em cibersegurança.
A preocupação com a criação de unidades militares especializadas em segurança da informação teve como motivação, o desenvolvimento tecnológico e de meios de comunicações. Com o desenvolvimento da tecnologia, muitas foram às formas que criminosos e grupos terrorista criaram para atacar seus inimigos. A principio pode-se pensar que esses tipos de ataques podem ser inofensivos e que é um exagero tal iniciativa, porem se forem analisadas a quantidade de ciberataques no meio digital e suas consequências, chegaremos à conclusão de que uma das mais poderosas armar de guerra do século XXI é a tecnologia.
A criação de grupos militares especializados em segurança da informação é uma verdadeira correria armamentista por parte de alguns países. Este cenário baseia-se na perspectiva de ocorrer uma possível guerra cibernética. Fato visto por muitos, como a revolução dos grupos mais fracos contra as grandes potencias mundiais de guerra. O fato é que, grupos terroristas estão se adaptando a este novo cenário de guerra, atuando ativamente com grupos hackers, realizando ataques a diversas nações, como, EAU, China, Rússia e dentre outras potencias mundiais.
Algumas nações, como, por exemplo, EUA e China, já estão se mobilizando para forma exércitos compostos por especialistas em segurança da informação. O temor e a previsão de especialista, de que em um futuro não muito distante o mundo passara por uma terceira guerra mundial e, que está guerra se dará por meios digitais, incentiva cada vez mais países a buscarem a especialização de seus militares, criando verdadeiros exércitos hackers.
A guerra temida por muitos também é chamada de ciberguerra, também conhecida por guerra cibernética, é uma modalidade de guerra onde a conflitualidade não ocorre com armas físicas, mas através da confrontação com meios eletrônicos e informáticos no chamado ciberespaço. No seu uso mais comum e livre, o termo é usado para designar ataques, represálias ou intrusão ilícita num computador ou numa rede.